# Platypelis cowanii
Platypelis cowanii är en groddjursart som beskrevs av George Albert Boulenger 1882. Platypelis cowanii ingår i släktet Platypelis och familjen Microhylidae. IUCN kategoriserar arten globalt som otillräckligt studerad. Inga underarter finns listade i Catalogue of Life.